# Markus Schmidt (Schiedsrichter)
Markus Schmidt (* 31. August 1973) ist ein ehemaliger deutscher Fußballschiedsrichter.

## Leben
Schmidt lebt in Stuttgart, ist geschieden und hat zwei Kinder. Er war bis 2012 Referent für Personalentwicklung beim Energieversorger EnBW. Seit 2012 ist er Personalchef bei der S-Bahn Stuttgart.
Schmidt war seit 1997 DFB-Schiedsrichter für den SV Sillenbuch. Seit 1998 leitete er Spiele der Zweiten und seit 2003 Spiele der Ersten Fußball-Bundesliga. Seine erste Partie im Fußball-Oberhaus, in der Hertha BSC auf den SC Freiburg traf, leitete er am 16. August 2003.
Zum Ende der Saison 2020/21 musste er seine Schiedsrichter-Karriere aufgrund des Erreichens der Altersgrenze beenden. Sein letztes Spiel war das des FC Bayern München gegen den FC Augsburg.